# أرتور سيرجيو باتيستا دي سوزا
أرتور سيرجيو باتيستا دي سوزا (بالبرتغالية: Artur Sérgio Batista de Souza‏) هو لاعب كرة قدم برازيلي في مركز الدفاع، ولد في 5 أغسطس 1994 في Abel Figueiredo ‏ في البرازيل. لعب مع نادي بونتي بريتا.

## وصلات خارجية
- أرتور سيرجيو باتيستا دي سوزا على موقع اتحاد أوكرانيا (الإنجليزية)
- أرتور سيرجيو باتيستا دي سوزا على موقع قاعدة بيانات كرة القدم.إي يو (الإنجليزية)
- أرتور سيرجيو باتيستا دي سوزا على موقع بيانات كرة القدم. دي إي (الألمانية)
- أرتور سيرجيو باتيستا دي سوزا على موقع Soccerway.com (الإنجليزية)
- أرتور سيرجيو باتيستا دي سوزا على موقع عالم كرة القدم.نت (الإنجليزية)